# Schloss Biedenkopf
Das Schloss Biedenkopf (auch Landgrafenschloss Biedenkopf oder seltener Burg Biedenkopf) ist eine Burg in der mittelhessischen Stadt Biedenkopf und das Wahrzeichen der Stadt. Sie steht auf dem 386 m ü. NHN hohen, nach ihr benannten Schlossberg, einem Bergkegel oberhalb des alten Ortskerns.

## Geographie

### Lage
Das heutige Schloss befindet sich auf der Südseite des 386,2 m hohen Schlossbergs, der sich prominent in der Stadt Biedenkopf erhebt und vollständig von dieser umgeben ist. Er gilt als Nebengipfel des Großen Eschenbergs (464 m ü. NHN), von dem der Schlossberg durch den Kottenbach und die in dessen Tal verlaufende Kottenbachstraße abgeschnitten ist. Die Höhendifferenz zwischen dem Berggipfel und der Biedenkopfer Unterstadt bzw. dem Lahntal liegt bei etwa 110 Metern. Die Oberstadt erstreckt sich entlang der Südflanke des Berges.

### Anlage
Das Schloss Biedenkopf ist die einzige als Steinbau unzerstörte Burg im Hessischen Hinterland. Der Bergfried ist auf der Stadtseite in die Ringmauer integriert. Dem Bergfried ist ein Zwinger vorgelagert. An die Ringmauer bzw. den Zwinger schließen sich Reste der Stadtbefestigung an. An der Ostseite der Burg befinden sich der Palas und ein quadratischer Wohnturm. Die gesamte Anlage hat einen Umfang von etwa 70 × 48 Meter. Eigentümer der Schlossanlage ist der Landkreis Marburg-Biedenkopf; die umgelagerten Außenflächen gehören der Stadt Biedenkopf. Jährlich zur Weihnachtszeit wird das Schloss beleuchtet und angestrahlt.
Nördlich der Burg wurden Ruinen einer etwa rechteckigen Burg gefunden, welche ein Vorgängerbau des heutigen Schlosses gewesen sein könnte (siehe Abschnitt „Ausgrabungsgelände“).

### Erreichbarkeit
Erreichbar ist das Schloss und der Gipfel des Schlossbergs im Wesentlichen über die Straße „Zum Schloß“, die „am Arnoldsgrund“ von der Kottenbachstraße abzweigt, die zum Ortskern führt. Am oberen Ende der Straße, das sich direkt unterhalb des Schlosses an seiner Westseite befindet, gibt es einen größeren Parkplatz mit einem Wendeplatz. Neben dieser Straße gibt es einen kleineren Fußweg mit Treppen, der das Schlossareal mit der Obergasse in der Oberstadt und dem Schenkbarschen Haus entlang der alten Stadtmauer verbindet. Eine Anbindung an den öffentlichen Nahverkehr gibt es bisher nicht; ist aber – neben anderen Themen zur Erreichbarkeit, wie etwa Fahrradstellplätzen oder einem Erlebnispfad – Thema der Machbarkeitsstudie zur Zukunft des Schlossareals.

### Naturräumliche Zuordnung
Der Schlossberg gehört in der naturräumlichen Haupteinheitengruppe Westerwald (Nr. 32) und in der Haupteinheit Gladenbacher Bergland (320) zur Untereinheit Oberes Lahntal (320.2).

## Geschichte

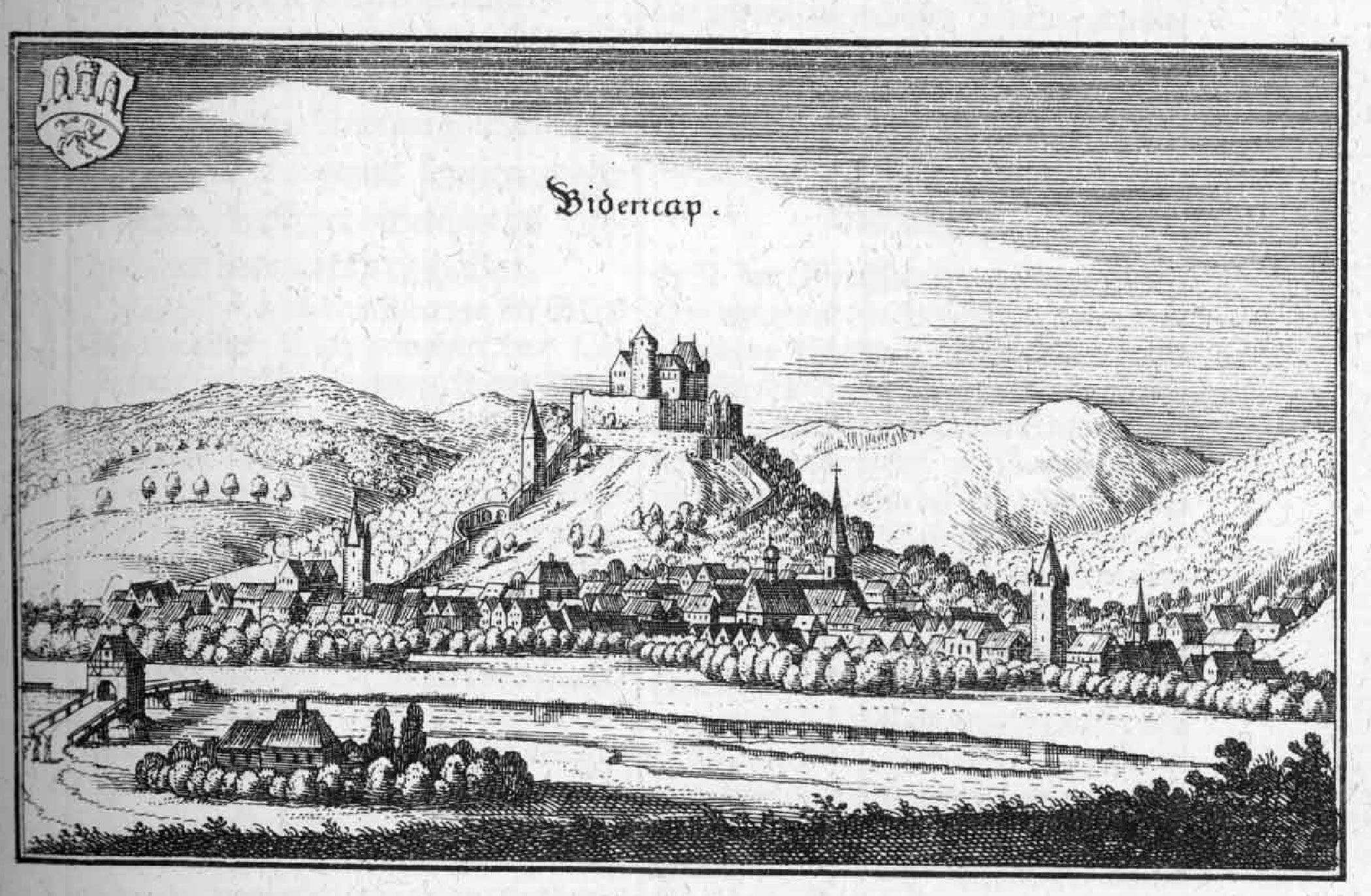
Burg und Stadt Biedenkopf nach einem Stich von Matthäus Merian 1655

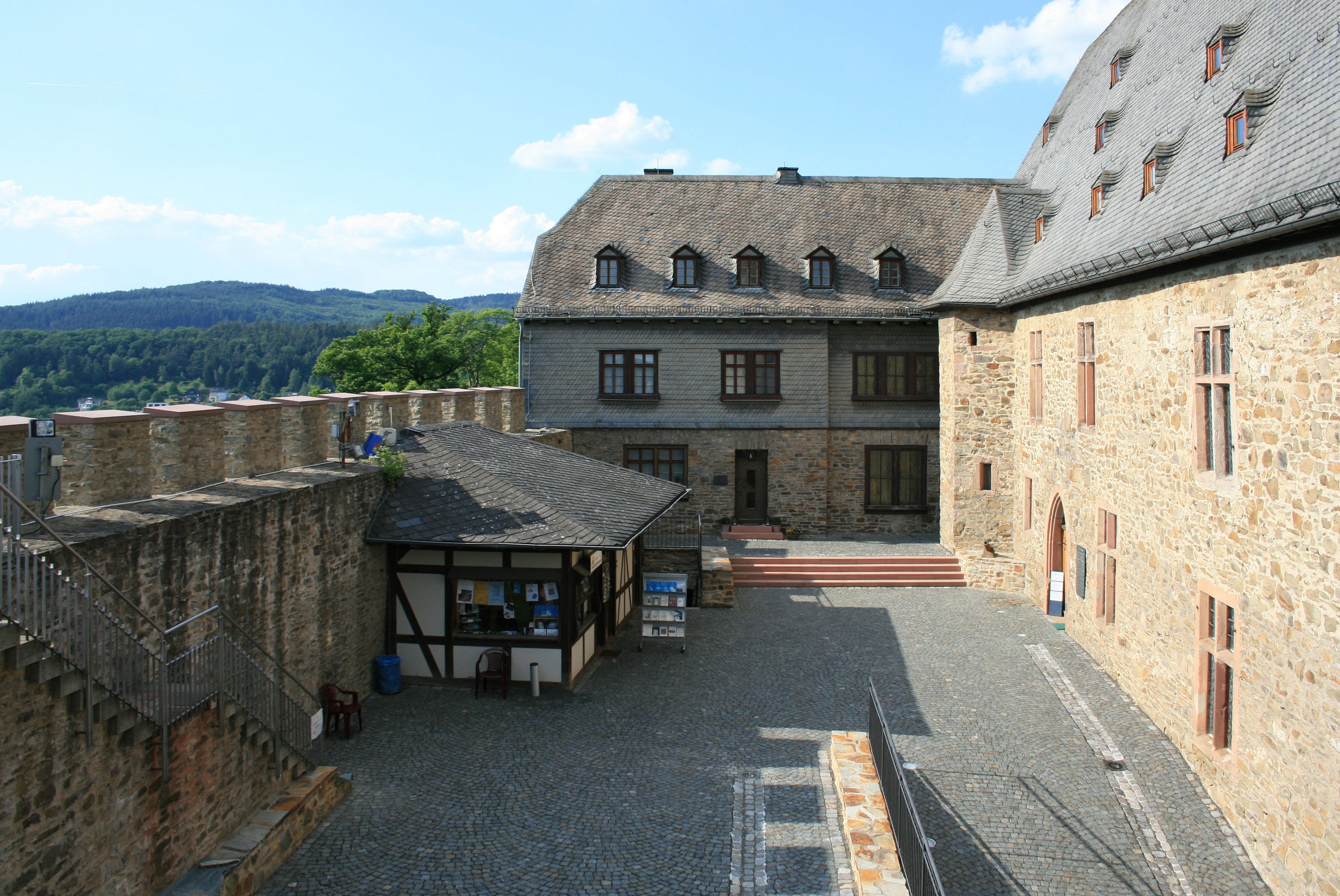
Sanierter Innenhof mit altem Fachwerk-Kassenhäuschen (2011)

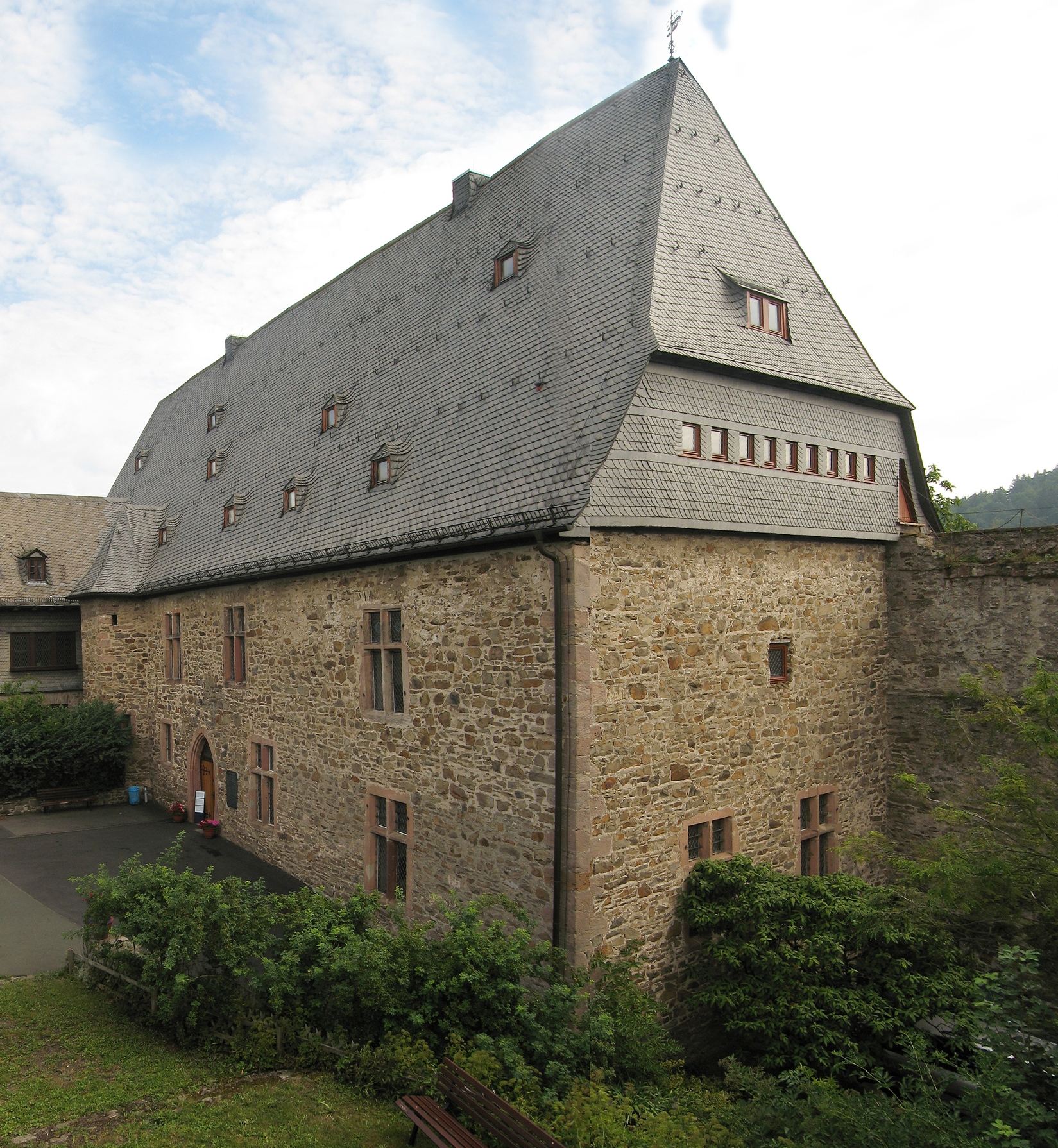
Palas (2006)

Nach dendrochronologischen Untersuchungen wurde der nördliche Turm der Burg wahrscheinlich nach 1175 erbaut. Erstmals wurde eine Familie von Biedencap(h) im späten 12. Jahrhundert erwähnt. Der erste Vertreter der Familie, Harmouthdus von Biedencaph, war Ministeriale der Kölner Erzbischöfe. Die Familie stammte von der Familie von Hohenfels ab, die die Burg um 1158 errichtet haben soll. Die erste urkundliche Erwähnung der Anlage erfolgte 1254.
Um 1231 gelangte die Burg in den Besitz des Landgrafen Konrad von Thüringen, der die hessischen Besitzungen der Ludowinger verwaltete und eine Siedlung unterhalb der Burg anlegen ließ (die spätere Stadt Biedenkopf). Die Burg diente zur Zeit des thüringischen Landgrafen Heinrich Raspe zusammen mit den Burgen in Frankenberg und Gladenbach als westliche Grenzsicherung.
Nach 1296 „verlegte“ Landgraf Otto I. von Hessen die Burg nach „forne uff den Berg“; wahrscheinlich erbaute er eine Burg an der heutigen Stelle an der Südseite des Bergs, da die hintere wohl im Zuge von Streitigkeiten zwischen Landgraf Heinrich I. und seinen Söhnen Otto und Heinrich zerstört worden war. Der Umfang der Anlage reduzierte sich damit auf ein Drittel der bisherigen Größe. Der heutige Bergfried trägt deutlich die Merkmale der Bauweise der Staufenzeit und sollte demnach in dieser Zeit entstanden sein. Teile des Vorgängerbaus (der ersten Burganlage aus dem 12. Jhd.) sind heute noch vorhanden und auf dem Ausgrabungsgelände zu besichtigen.
1311 vererbte Landgraf Otto seinen Besitz an Landgraf Heinrich II., der einer Sage nach als „Eiserner Heinrich“ durch das Gemäuer geistern soll. Das Schloss wurde 1360 bis 1365 unter Heinrich II. deutlich ausgebaut: zwei Wohntürme, das innere Schlosstor und die vorgesetzten Zwingeranlagen sowie das Palas sind wohl hier entstanden. Nach Bauuntersuchungen wurde der Palas in der zweiten Hälfte des 15. Jahrhunderts (1455–1460 und 1480–1483) umgebaut, wohl mit der Absicht es als Witwensitz für Anna von Katzenelnbogen (Ehefrau von Landgraf Heinrich III.) auszubauen. Ob diese das Schloss jemals bezog ist allerdings nicht bekannt.
Im 16. Jahrhundert verlor die Burg zunehmend ihre Bedeutung, was auch mit der Verpfändung von Schloss, Stadt und Amt an die Wittgensteiner Grafen zusammenhängt, die das Schloss baulich vernachlässigten. Unter Landgraf Philipp I. von Hessen wurden die Gebäude gründlich instand gesetzt und eine Nutzung als Wohnung für den Amtmann vorgesehen. Zwischen 1579 und 1842 diente der Palas als herrschaftlicher Getreidespeicher, in dem die bäuerlichen Abgaben gelagert wurden. So blieb er baulich erhalten. Spätestens im Jahr 1604 war die Burg eine Ruine, nachdem die oberhessische Linie der Landgrafen ausgestorben waren und das Schloss, das zeitweise als Jagdschloss gedient hatte, Konkurrenz durch das Jagdschloss Katzenbach erhalten hatte. Der nordwestliche Wohnturm wurde 1617 abgetragen. Im Dreißigjährigen Krieg wurde das Schloss mehrfach besetzt und schwer beschädigt.
In den Jahren 1843–1847 wurde das Schloss unter Großherzog Ludwig II. von Hessen-Darmstadt und dem Kreisbaumeister Sonnemann wieder instand gesetzt und im Geist des Historismus umgebaut. Dabei wurden beispielsweise Bergfried und Ringmauer renoviert und Zinnen hinzugefügt. Diese Baumaßnahme wird oft fälschlich dem Baumeister Georg Moller zugeschrieben. Nach der Abtretung des Hinterlandes an Preußen 1866 veranlasste man unter anderem die Fensterverglasung des Palas; auch wurde das Schloss erstmals als Ausflugsziel entdeckt. Die Trägerschaft des Schlosses ging dabei vom Großherzogtum Hessen zum Königreich (später Freistaat) Preußen über.
Von 1886 bis 1891 wurden Renovierungsarbeiten am Palas ausgeführt. Bereits zwischen 1901 und 1905 hatte das Schloss eine hohe Bedeutung für den Fremdenverkehr, insbesondere für Reisende aus dem Rhein-Main- und Ruhrgebiet sowie auch für einige internationale Gäste. Im Jahr 1908 wurde durch den Geschichtsverein des Kreises Biedenkopf ein Heimatmuseum im Schloss eingerichtet, nachdem sich bereits 1904 eine öffentlich zugängliche Sammlung auf dem Schloss befand (siehe Abschnitt „Gründung und Anfangsjahre“ im Artikel „Hinterlandmuseum Schloss Biedenkopf“). 1937 wurde das Schloss, das sich bis dahin im Besitz des Freistaats Preußen befand, vom Kreis Biedenkopf für den symbolischen Kaufpreis von 500 Reichsmark erworben. Bis in die 1940er Jahre war sowohl der Schlosshof als auch die Umgebung sehr stark mit Bäumen bewachsen. 1949 gründete sich der Schloßverein Biedenkopf e. V. der bei der Verwaltung, Erhaltung und Ausgestaltung des Schlossareals, insbesondere des Heimatmuseums, unterstützte.
1950 erfolgte der Einbau einer Gaststätte, genannt „Eiserner Heinrich“ nach Landgraf Heinrich II., mit Erker in der Schlossmauer, die 1955 um eine Freiluftterrasse auf der Schlossmauer erweitert wurde. 1960 wurde für etwa 130.000 D-Mark ein Neubau in Form eines großflächigen Obergeschosses über der bisherigen östlichen Schlossmauer und der Freiluftterrasse samt einer „Schlosswartwohnung“ (Querbau hinter dem Palas) und Personalräumen (kleines Geschoss über der „Schlossterrasse“) hinzugefügt.
Im Rahmen der Hessischen Gebietsreform und der Auflösung der Kreises Biedenkopf ging die Trägerschaft 1974 zum neuen Landkreis Marburg-Biedenkopf über (später zugeordnet zum Eigenbetrieb Jugend- und Kulturförderung).
Von 1988 bis 1993 war das Schloss wegen Baufälligkeit (der Dachstuhl drohte einzustürzen) für die Öffentlichkeit gesperrt. Für die darauf folgende aufwändige denkmalgerechte Sanierung wurde der Landkreis Marburg-Biedenkopf 1993 mit dem Hessischen Denkmalschutzpreis ausgezeichnet. In den Folgejahren wurden weitere Teile der Burganlage repariert und saniert, 2007/2008 die Schlossmauer und 2010 der Innenhof mit Wiederherstellung des ursprünglichen Pflasters.
Im Jahr 2016 wurde die Kasse, die sich bis dahin in einem kleinen Fachwerkhäuschen (Baujahr 1913) im oberen Schlosshof befand, in einen Raum im hinteren Quergebäude mit direktem Zugang zum Museum verlagert und dessen Eingangsbereich komplett erneuert. 2017 wurde das ehemalige Kassenhäuschen, in dem sich zuletzt auch Toiletten befanden, schließlich abgerissen; einerseits um dort mehr Platz für Veranstaltungen zu haben, andererseits weil es aus denkmalpflegerisches Sicht in der Schlossanlage ein Fremdkörper darstellte. 2022 wurde das Häuschen am Stefansborn als Unterstand für Wanderer durch den Schlossverein wiedererrichtet, nachdem es zwischenzeitlich an verschiedenen Orten temporär untergebracht war.
Der Landkreis Marburg-Biedenkopf hat angesichts des umfangreicheren Leerstandes im Schloss (auch bedingt durch die Schließung des Restaurants; siehe Abschnitt „Gastronomie“) im Frühjahr 2022 eine Machbarkeitsstudie für ein künftiges Nutzungskonzept des gesamten Areals in Auftrag gegeben. Es ging dabei insbesondere um ein Gastronomiekonzept für das bisherige Restaurant „Schlossterrasse“, die ehemalige Gaststätte „Eiserner Heinrich“ (heute Veranstaltungsraum), und den Biergarten, eine Stärkung des Hinterlandmuseums und eine touristische Erschließung des Ausgrabungsgeländes. Kernpunkte waren dabei auch eine möglicherweise herzustellende Barrierefreiheit, eine Nutzung der ehemaligen Hausmeisterwohnung für das Hinterlandmuseum, die Errichtung sanitärer Anlagen und die Erreichbarkeit des Schlosses mit verschiedenen Verkehrsmitteln.
Bürgermeinungen wurden dabei über einen Bürgerbeteiligungsprozess mit einer Bürgerbefragung und einem öffentlichen Ortstermin ermittelt. Der Einladung zur Ortsbegehung am 26. September 2022 folgten 45 Bürger. An der Befragung, die zwischen dem 31. Oktober und 13. November 2022 online und über Fragebögen stattfand, nahmen 730 Bürger teil.
Die Ergebnisse der Machbarkeitsstudie „Mehr Leben auf dem Landgrafenschloss“ wurden am 25. Mai 2023 im Biedenkopfer Rathaus vorgestellt. Aus der Studie soll nun ein Gesamtkonzept erarbeitet werden, in dem die unterschiedlichen Vorstellungen zusammengeführt werden sollen. Die Projekte müssten dabei, je nach Priorität, schrittweise realisiert werden und durch den Landkreis mithilfe von Fördermitteln finanziert werden. Die Verbindung zwischen Stadt und Schloss solle beispielsweise durch Infopunkte oder ein großes Bronzemodell von Schloss und Oberstadt auf dem Marktplatz gestärkt werden. Der Fußweg auf den Schlossberg solle neu gestaltet und mit Infotafeln und weithin sichtbarer Beleuchtung versehen werden. Für den Hang unterhalb des Biergartens wurde die Errichtung eines Abenteuerspielplatzes mit Klettermöglichkeiten vorgeschlagen.
Im Schlosshof könne vor dem Nebengebäude und dem Eingang des Hinterlandmuseums ein Aufzug angebaut werden und ein überdachter Terrassenbereich entstehen, was allerdings nur mit einer größeren, allerdings rückbaubaren Metallkonstruktion möglich wäre. Dadurch könne Barrierefreiheit bis zum Rittersaal im ersten Stockwerk hergestellt werden. Ein Aufzug im Inneren des Schlosses sei wegen des noch erheblicheren Eingriffs in die historische Bausubstanz nicht vorzusehen. Um den Weg hinauf durch das Schlosstor in den Innenhof für gehbehinderte Menschen überwindbar zu machen, könne ein kleines Fahrzeug angeschafft werden.
Das Hinterlandmuseum könne zusätzliche Ausstellungsräume im ersten Obergeschoss des Nebengebäudes erhalten, wo künftig die Sonderausstellungen aufgebaut werden könnten. Der Rittersaal, in dem diese bisher stattfanden, wäre somit häufiger frei für Veranstaltungen. Außerhalb dessen könne in dem Saal ein großes 3D-Modell des Schlosses als Lichtinstallation projiziert werden. Im Erdgeschoss des Nebengebäudes könne dazu ein kleines Museumscafé eingerichtet werden, das durch das Hinterlandmuseum mitbewirtschaftet werden würde, um auch außerhalb der Öffnungszeiten des Schlossrestaurants ein gastronomisches Angebot für die Museumsbesucher zu haben.
Auch für die Gastronomie und das Ausgrabungsgelände wurden im Rahmen der Machbarkeitsstudie Lösungen erarbeitet (siehe in den entsprechenden Abschnitten).

## Heutige Nutzung

### Hinterlandmuseum
Das Landgrafenschloss beherbergt das Hinterlandmuseum, in dem neben Dauerausstellungen auch wechselnde Ausstellungen mit Bezug zur Region stattfinden. Um die Erhaltung und Förderung der Anlage kümmert sich der Schloßverein Biedenkopf e. V. Im ehemaligen Palas, dem Hauptwohngebäude der Burganlage, befindet sich auf vier Stockwerken das Hinterlandmuseum. Hier werden die Themen Geschichte, Lebensverhältnisse, Handwerk und Trachten im Hessischen Hinterland, der Grenzgang (historisches Volksfest), geologischer Aufbau der Region und die heimische Tierwelt dargestellt. Das Museum verfügt über eine Ausstellungsfläche von ca. 700 m². Träger des Museums ist der Landkreis Marburg-Biedenkopf.

### Rittersaal
Der Rittersaal im Palas wird für kulturelle Veranstaltungen, insbesondere für die Veranstaltungsreihe „Herbstabende“ mit Theateraufführungen, Konzerten und Vorträgen zur Lokal- und Regionalgeschichte genutzt. Jährlich findet dort die Verleihung des Otto-Ubbelohde-Preises statt. Das Standesamt Biedenkopf bietet an, den Saal für Trauungen zu nutzen.

### Außengelände

#### Kleinere Veranstaltungen
Der Innenhof der Schlossanlage wird gelegentlich für Konzerte und Theateraufführungen genutzt. Auf dem vorgelagerten Parkplatzgelände fanden zeitweise Mittelaltermärkte statt. Auf beiden Flächen gab es in den Jahren 2016 bis 2018 einen Weihnachtsmarkt.

#### Schlossfestspiele Biedenkopf
Ab 2013 fanden im Innenhof jeweils im Sommer die Schlossfestspiele Biedenkopf statt; veranstaltet vom Eigenbetrieb Freizeit, Erholung und Kultur der Stadt Biedenkopf. Deren Konzept sieht vor, deutschsprachige Musicals zu lokalen historischen Themen neu zu entwickeln und aufzuführen. Das über 100 Mitglieder zählende Ensemble (inkl. Liveband) besteht zum Teil aus national und international tätigen Musicalprofis, überwiegend aber aus mehreren Dutzend lokaler Laiendarsteller.
Bislang wurden vier Produktionen präsentiert: in den Jahren 2013 und 2014 Eingefädelt, eine Geschichte aus dem 16. Jahrhundert über die Befreiung Philipp des Großmütigen durch Biedenkopfer Tuchhändler, sowie 2015 und 2016 Der Postraub, angelehnt an den historisch belegten Postraub in der Subach von Anfang des 19. Jahrhunderts (bereits bekannt geworden durch eine Verfilmung). 2017 und 2018 wurde das Musical Die Hatzfeldt aufgeführt. Es handelt von Gräfin Sophie von Hatzfeldt, die zu Zeiten der ersten deutschen Demokratiebewegung im Vormärz 1848 mit Hilfe ihres Rechtsanwalts Ferdinand Lassalle einer innerfamiliären Zwangsehe entkommen will. 2019 entfielen die Festspiele wegen der Grenzgangs; 2021 folgte Der Stadtbrand, der sich mit Ereignissen rund um den Biedenkopfer Stadtbrand im Jahr 1717 auseinandersetzt und wegen der Corona-Pandemie erstmals nicht im Schlosshof, sondern in einem Festzelt auf der Biedenkopfer Festwiese „Auf der Bleiche“ stattfand, nachdem die Vorführungen 2020 aus gleichem Grund bereits abgesagt worden waren. 2022 fanden die Schlossfestspiele wegen der schlechten Finanzlage der Stadt nicht statt.
Eine Fortsetzung ist angesichts des deutlichen Defizits der vergangenen Austragungen (zuletzt 143.000 Euro), der weit umfänglichen Abhängigkeiten und der verhältnismäßig geringen Strahlkraft vorerst nicht vorgesehen. Ehemalige Beteiligte haben am 15. Mai 2023 den Verein „Schlossfestspiele Hinterland“ gegründet und engagieren sich, um weitere Aufführungen, nicht zwingend an die Stadt oder das Schloss Biedenkopf gebunden, zu ermöglichen. Zunächst geplant ist eine Wiederaufnahme des Musicals von 2021 (Der Stadtbrand) für 2024 im Schlosshof.

### Bergfried

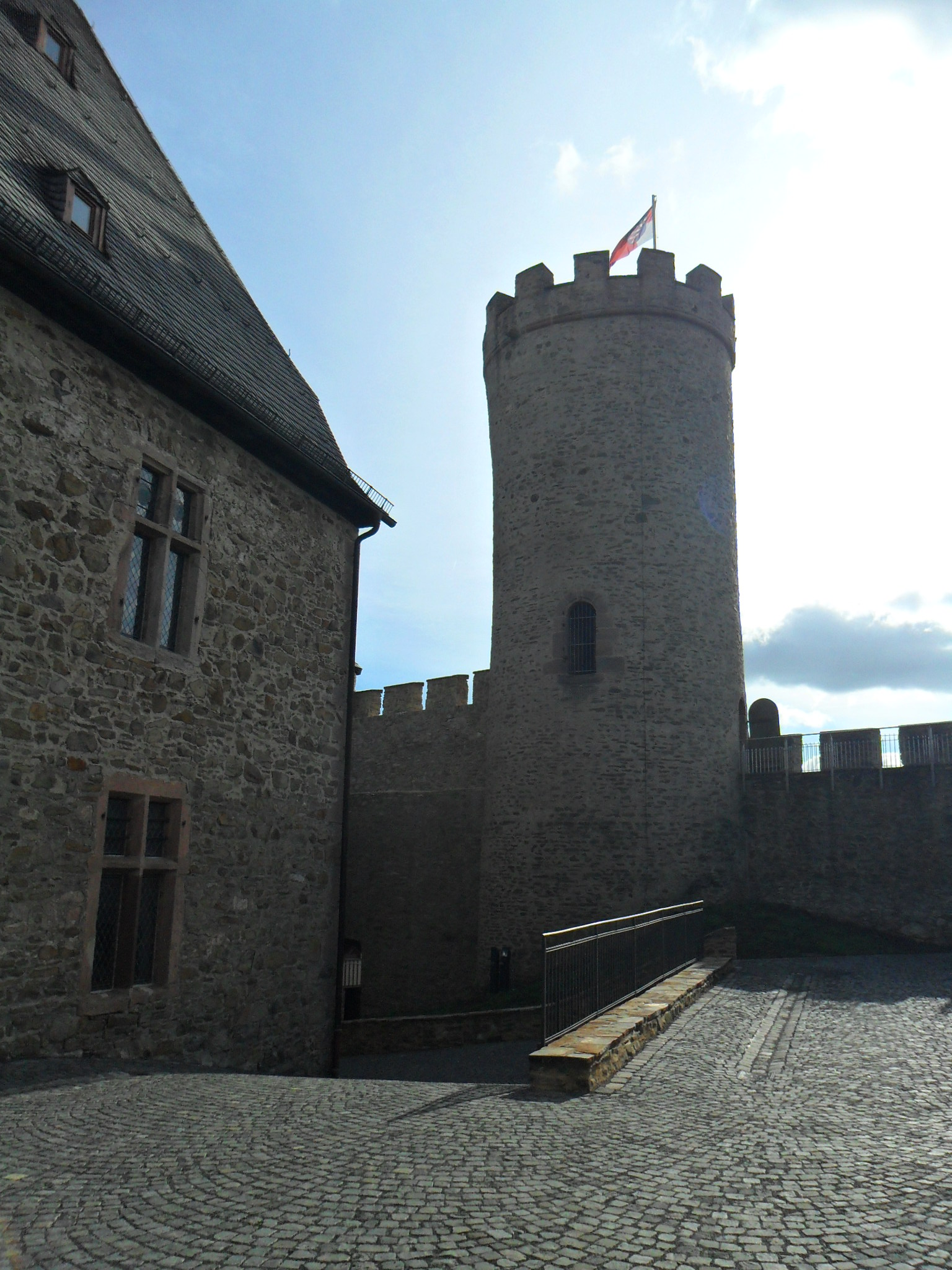
Bergfried (2010)

Der Schlossturm, ein sogenannter Bergfried, aus dem 13. Jahrhundert wird heute als Aussichtsturm genutzt, der in den Öffnungszeiten für ein Eintrittsgeld bestiegen werden kann. Von oben (etwa 400 m ü. NHN) hat man einen Rundumblick über die Stadt und die umgebende Natur. Auf dem 21 Meter hohen und sieben Meter breiten Bergfried, der eine Mauerstärke von 1,9 Metern besitzt, weht für gewöhnlich die Flagge des Landkreises Marburg-Biedenkopf. Für den Aufstieg steigt man zunächst auf die Ringmauer, an deren Ende sich der Eingang befindet. Nach 57 Stufen durch den früher als Rückzugsort und Verlies genutzten Turm ist die durch einen gläsernen Windfang geschützte Aussichtsplattform erreicht.

### Ausgrabungsgelände

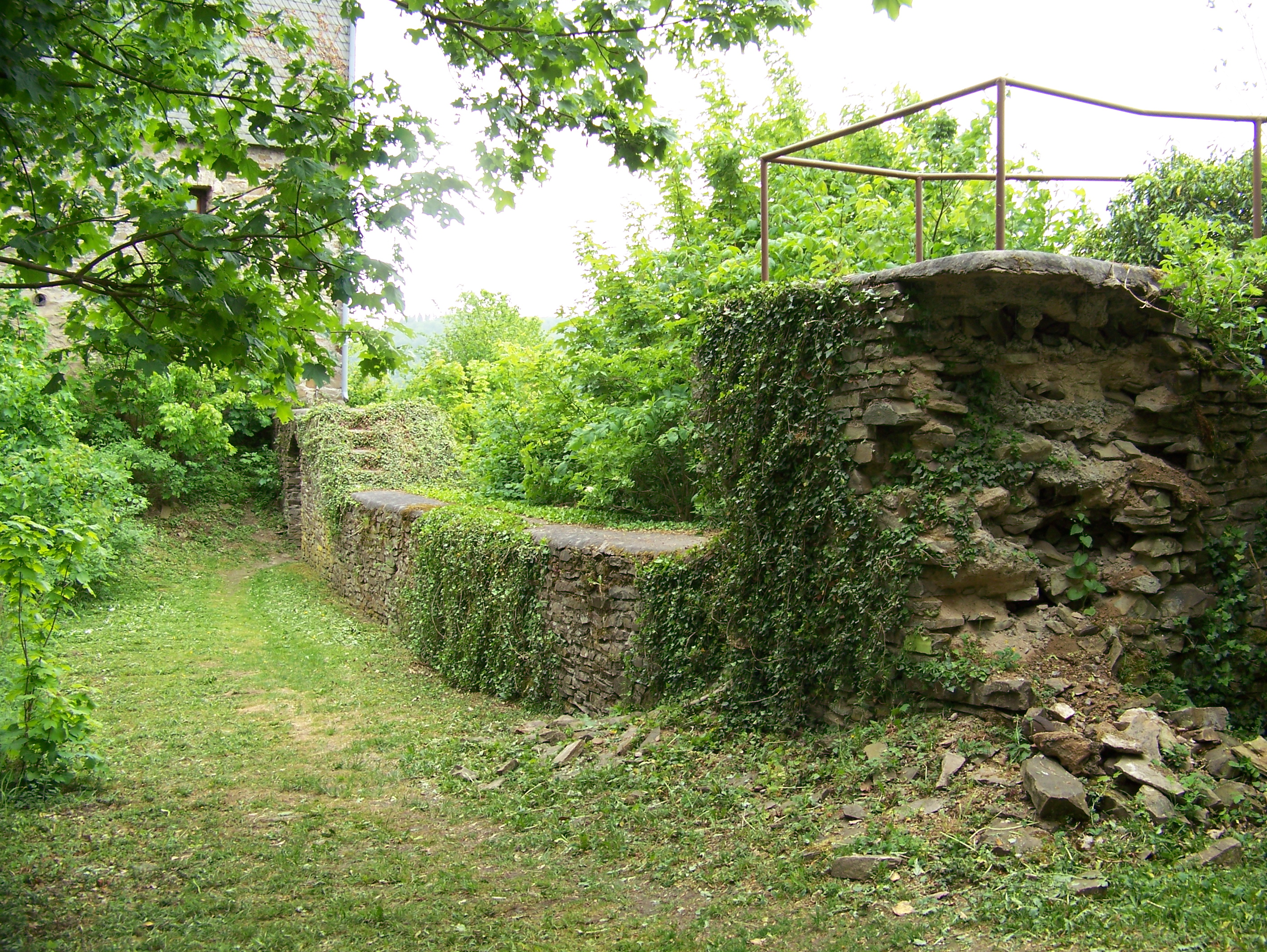
Teile der aufgemauerten Mauerteile im Ausgrabungsgelände

1936/37 fand man bei Ausgrabungen nördlich des Schlosses „am Schlosshain“ auf dem hinteren Schlossberg Fundamente, die wohl Relikte der ersten Burganlage auf dem Schlossberg aus dem 12. Jahrhundert sind. Teile von Außenmauern lassen Schlüsse auf ein weites 105 Meter langes Rechteck mit einer Turmburg (wohl ein Vorgängerbau), Wallgraben, zwei Schalentürmen und einer Toranlage zu. Noch zu sehen sind alte Torbögen, Brunnen und Mauerreste. Die meisten sichtbaren Mauern sind allerdings deutlich jünger. Sie wurden nach archäologischen Untersuchungen aufgemauert, um die darunter befindlichen, historisch bedeutsamen Mauerreste zu sichern. Das Gelände ist über kleine Pfade vom Schloss aus erschlossen und bietet Verweilmöglichkeiten in Form von Sitzbänken. 1963 wurde auf dem Ausgrabungsgelände Scherbenmaterial des 14. bis 16. Jahrhunderts geborgen.
Seit 2016 ist das Gelände für die Öffentlichkeit gesperrt, da die Stadt Biedenkopf, die Eigentümerin des Geländes ist, die Verkehrssicherheit wegen bröckelnder Mauern nicht gewährleisten kann. Eine umfangreiche Sanierung wäre notwendig. Das Gelände wurde dazu in die Machbarkeitsstudie über die Zukunft des Schlossareals mit einbezogen. Das Ausgrabungsgelände wieder verkehrssicher zu machen, würde „einen siebenstelligen Betrag“ kosten, so die Studie. Man könne als günstigere Lösung vom Museum aus einen geraden Steg über das Gelände hinweg bauen, womit es zumindest besichtigt werden könnte. Andernfalls wäre ein neues Wegenetz anzulegen, denn bisher lief man über die Mauerkronen.

### Gastronomie und Event-Location

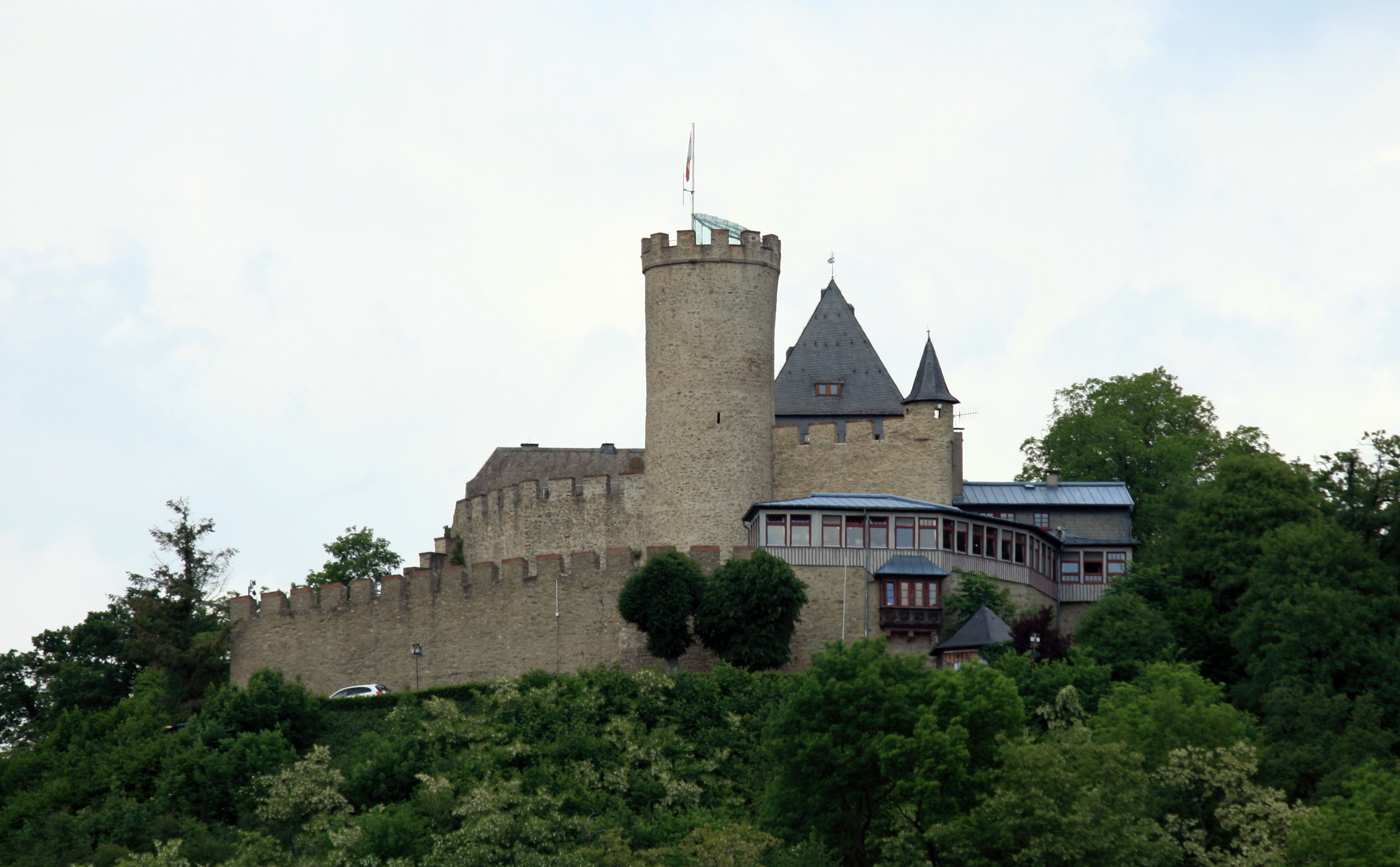
Fernansicht der Anlage aus Süden; rechts auf der Schlossmauer das Restaurant „Schlosstrasse“, unterhalb davon der Pavillon des Biergartens und der „Eiserne Heinrich“ im Erker

1950 erfolgte der Einbau einer Gaststätte, die 1960 erweitert wurde. Die Erweiterung bestand aus dem Neubau eines großflächigen Obergeschosses über der bisherigen Gaststätte und der Schlossmauer. Aufgrund des terrassenförmigen Charakters wurde sie „Schlossterrasse“ benannt und wurde seitdem als Restaurant und Café genutzt.
Ende März 2022 wurde bekannt, dass der bisherige Pächter, der das Restaurant seit 2001 betrieb, den Vertrag aufgrund der Auswirkungen der Corona-Pandemie gekündigt hat. Bereits seit März 2020 war das Restaurant geschlossen. Im Rahmen der Machbarkeitsstudie für das gesamte Schlossareal wurde auch das bisherige Restaurant in die Überlegungen mit einbezogen. Demnach sollte das Restaurant modernisiert, besser abgedichtet, gedämmt und für verschiedene Zwecke unterteilt werden. Angedacht waren außerdem ein ebenerdiger Zugang vom Schlosshof zur Küche, wodurch dieser für Außengastronomie nutzbar würde. In das Restaurant sollte „eine etwas gehobene, moderne mitteleuropäische Küche, eventuell mit mediterranem Einschlag“ einziehen, von einer „Standard-gutbürgerlichen Küche“ wurde abgeraten. Eine tägliche Öffnung sei wirtschaftlich schwierig, denkbar seien laut Studie Öffnungszeiten am Mittwoch- und Donnerstagabend sowie ganztägig am Freitag, Samstag und Sonntag gewesen. Als Probleme wurden die schwierige Versorgung und Belieferung durch die baulichen Begebenheiten und die durch die Lage bedingten hohen Nebenkosten festgemacht. Trotzdem gilt die Schlossterrasse als „einer der besten Gastronomie-Standorte im Hinterland und dem Landkreis Marburg-Biedenkopf“.
Trotz langer Suche konnte der Kreis keinen neuen Pächter für das Restaurant finden. Im Sommer 2025 gaben der Kreis und das Ehepaar Zaun (Betreiber der Aue-Eventhalle im Tal) bekannt, die „Schlossterrasse“ zur Event-Location für Hochzeiten, Firmenfeiern und andere Veranstaltungen entwickeln zu wollen. Wegen der Restaurant-Pläne war das Ehepaar zuvor nicht zu Zuge gekommen. Bis Herbst/Winter 2026 sollen die Räumlichkeiten entsprechend renoviert sowie an aktuelle Standards angepasst werden. Außerdem soll passendes Mobiliar einziehen. Danach, bis Ende 2027, soll noch ein Außenaufzug im Bereich des Biergartens folgen. Für öffentliche Veranstaltungen im Schlosshof würden die neuen Betreiber ein gastronomisches Angebot bereitstellen.
Die vorherige Gaststätte (mit Erker in der Schlossmauer) wurde geschlossen und erst in den 1980er Jahren renoviert und unter dem Namen „Eiserner Heinrich“ wieder für eine gastronomische Nutzung erschlossen. Sie wurde nach Bedarf als Erweiterung der „Schlossterrasse“ von geschlossenen Gesellschaften genutzt und zuletzt 2017 umfangreich renoviert. Auch sie war Teil der Machbarkeitsstudie. Diese befand sie für Veranstaltungen für zu klein; man könne dort stattdessen einen Medienraum für museumspädagogische Angebote einrichten. Im Zuge der Umwandlung in eine Eventlocation soll der „Eiserne Heinrich“ Biedenkopfer Vereinen zur Miete bereitstehen.
Das gastronomische Ensemble wurde Anfang der 2000er Jahre zeitweise saisonal ergänzt durch einen Biergarten mit Pavillon vor der Schlossmauer, dieser wurden wegen wiederkehrendem Vandalismus und dem hohen Aufwand schließlich 2008 geschlossen. Auch dieser war Teil der Machbarkeitsstudie. Diese ergab, dass der Biergarten – sowohl vom Konzept her als auch durch den erhöhten Personalbedarf – nicht mit dem Restaurant zusammen betrieben werden könne. Eine Konkurrenz zum Schlossrestaurant sei der Biergarten durch sein unterschiedliches Zielpublikum nicht. Um auch außerhalb der Öffnungszeiten dort verweilen zu können, sollten dort Tische und Bänke fest installiert werden. Für die Übergangszeit lassen Stadt und Landkreis den Biergarten im Sommer wochenends pachtfrei von verschiedenen lokalen Vereinen mit einfachen Snacks und Getränken mit Unterstützung der Brauerei Bosch bewirtschaften. Dafür wurde der Biergarten hergerichtet, der zugehörige Pavillon wurde renoviert und die Vorfläche wurde neu geschottert und mit einem Fahnenmast versehen, der an Betriebstagen mit der Stadtflagge bestückt wird. Im Zuge der Neunutzung als Eventlocation soll auch der Biergarten mit einbezogen werden. Das schließe jedoch die weitere Nutzung durch die Vereine nicht aus.

## Galerie

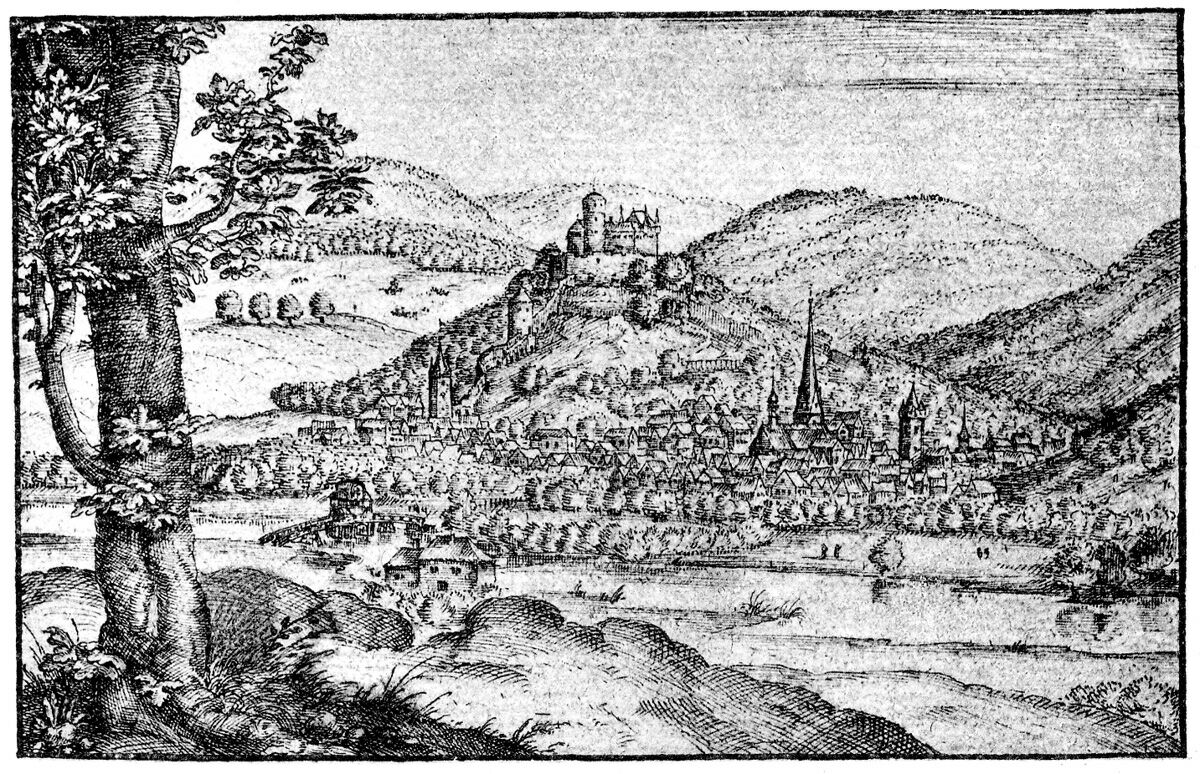
Stadt und Burg Biedenkopf, Zeichnung von Wilhelm Dilich 1591
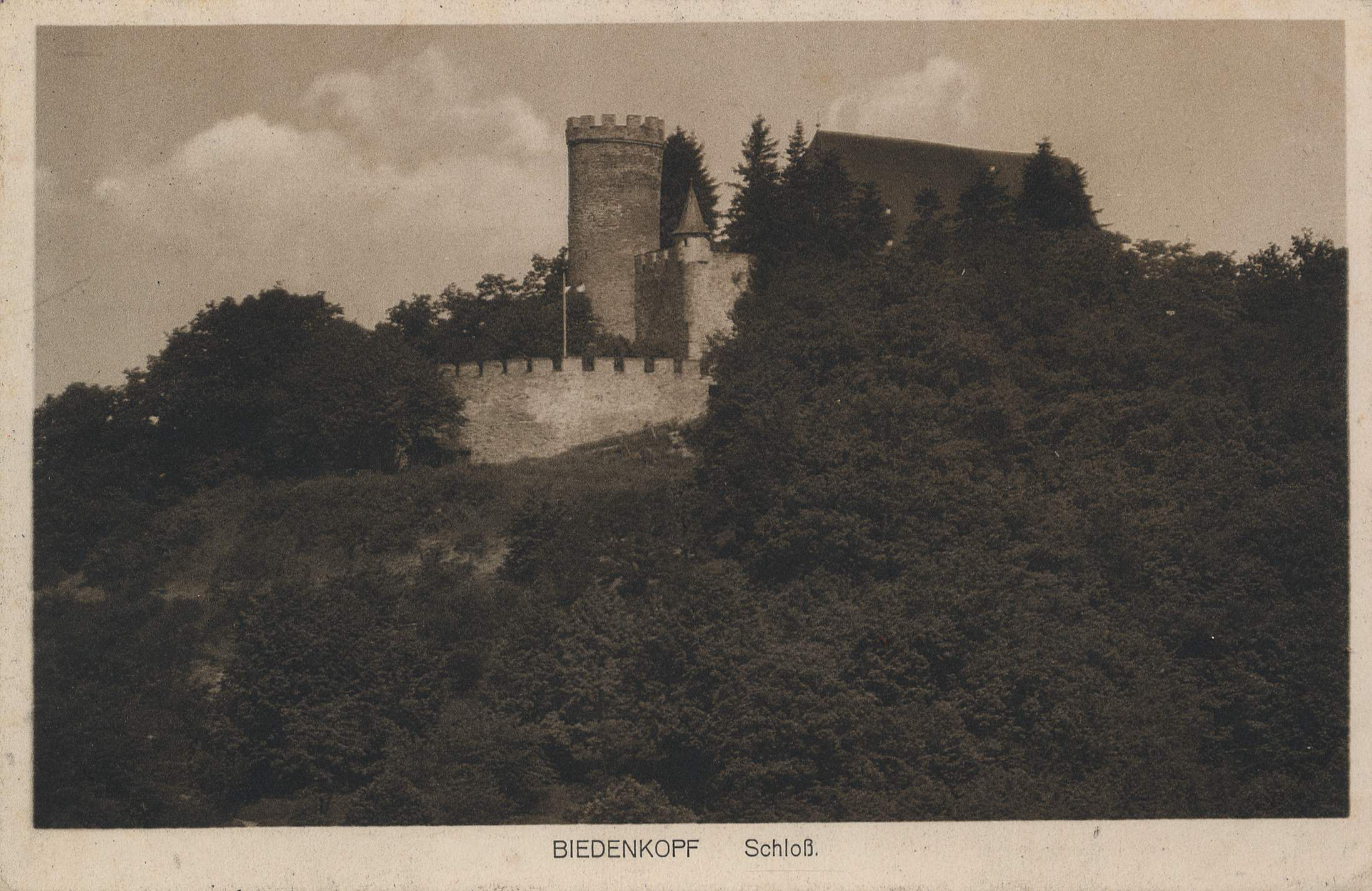
Ansichtskarte des Schlosses, noch ohne die „Schlossterrasse“ (vor 1917)
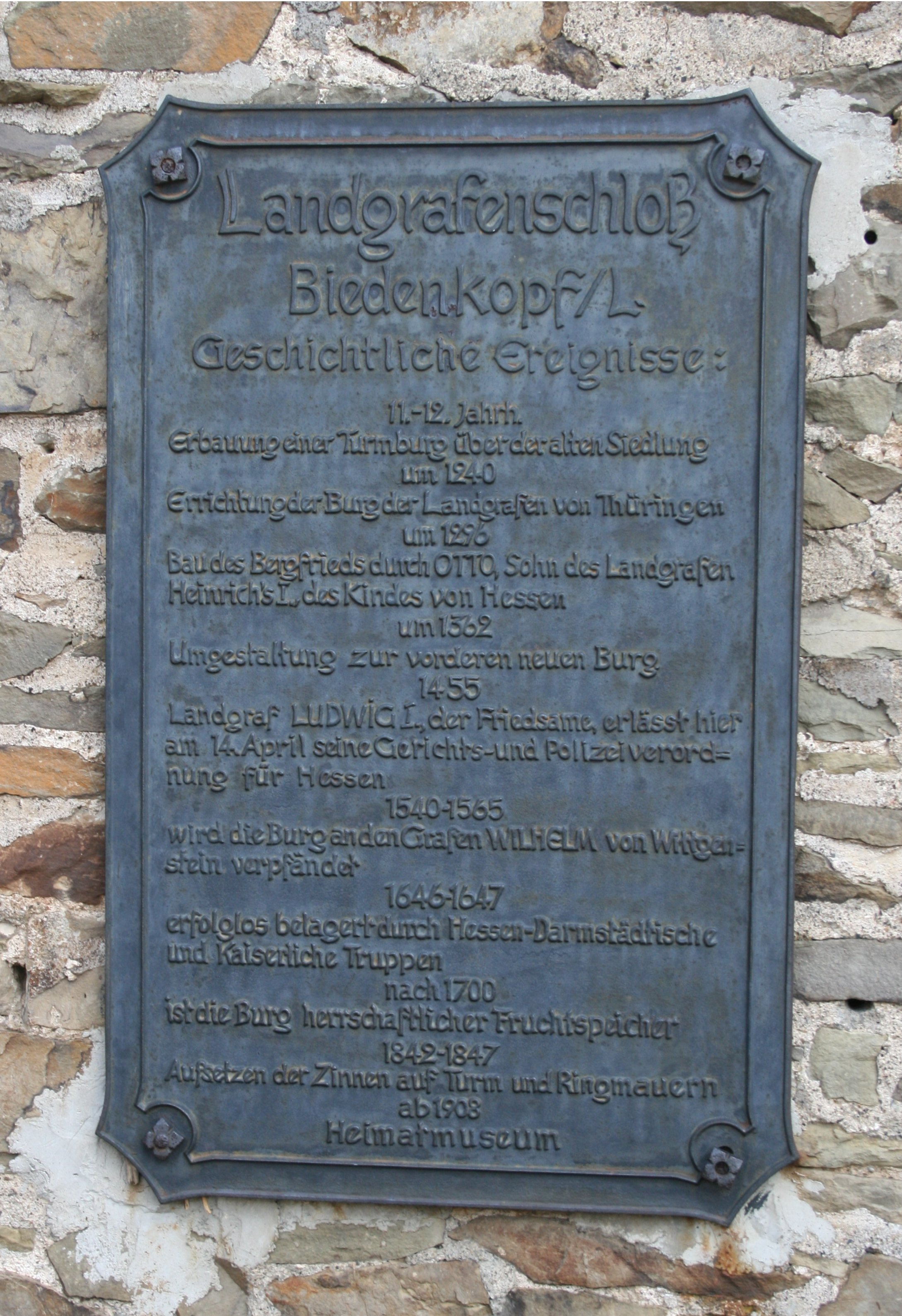
Zeittafel über die Geschichte des Schlosses
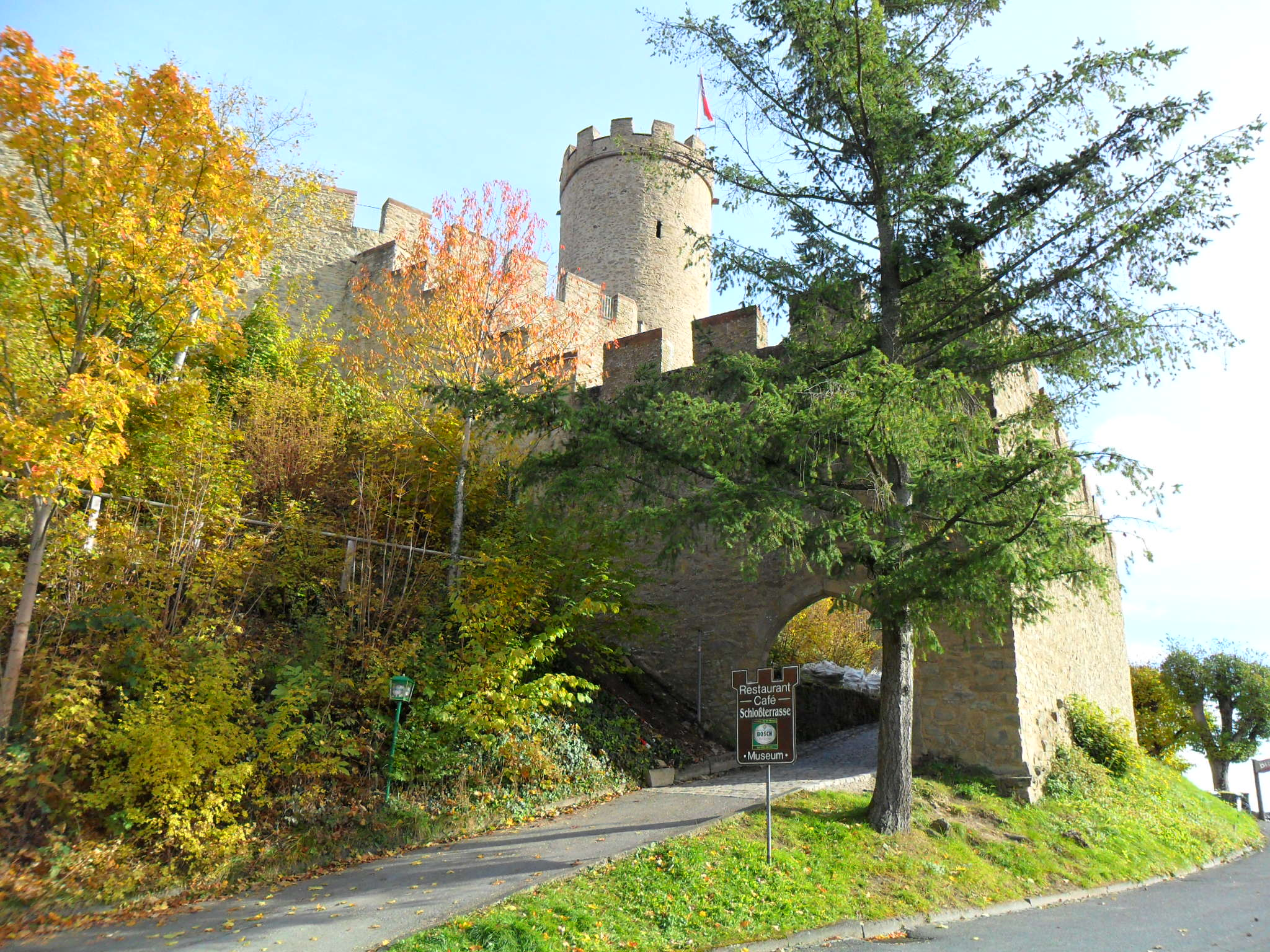
Die Eingangspforte des Schlosses vom Parkplatz aus (2010)
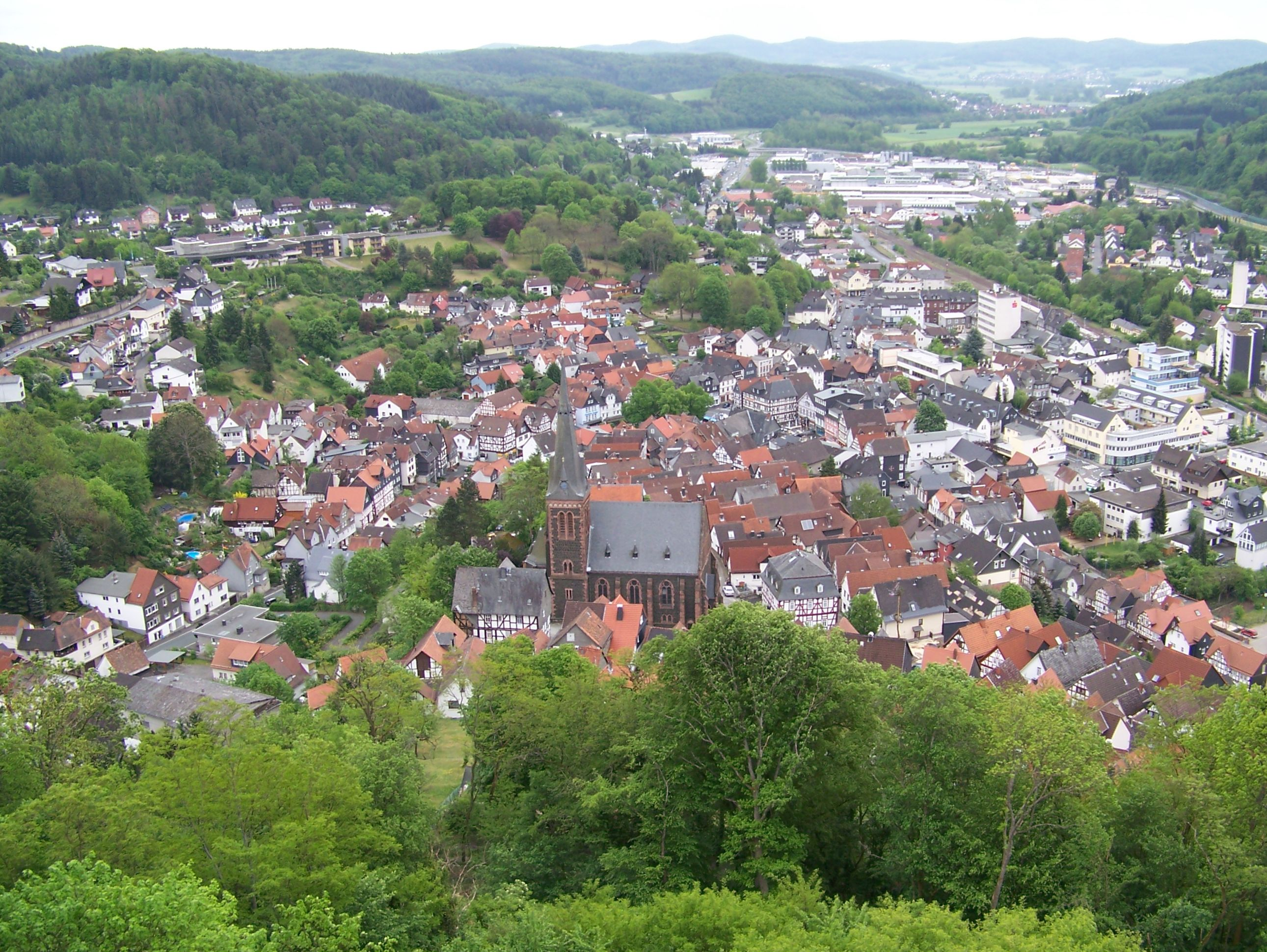
Blick auf den historischen Ortskern Biedenkopfs vom Schloss aus (2007)
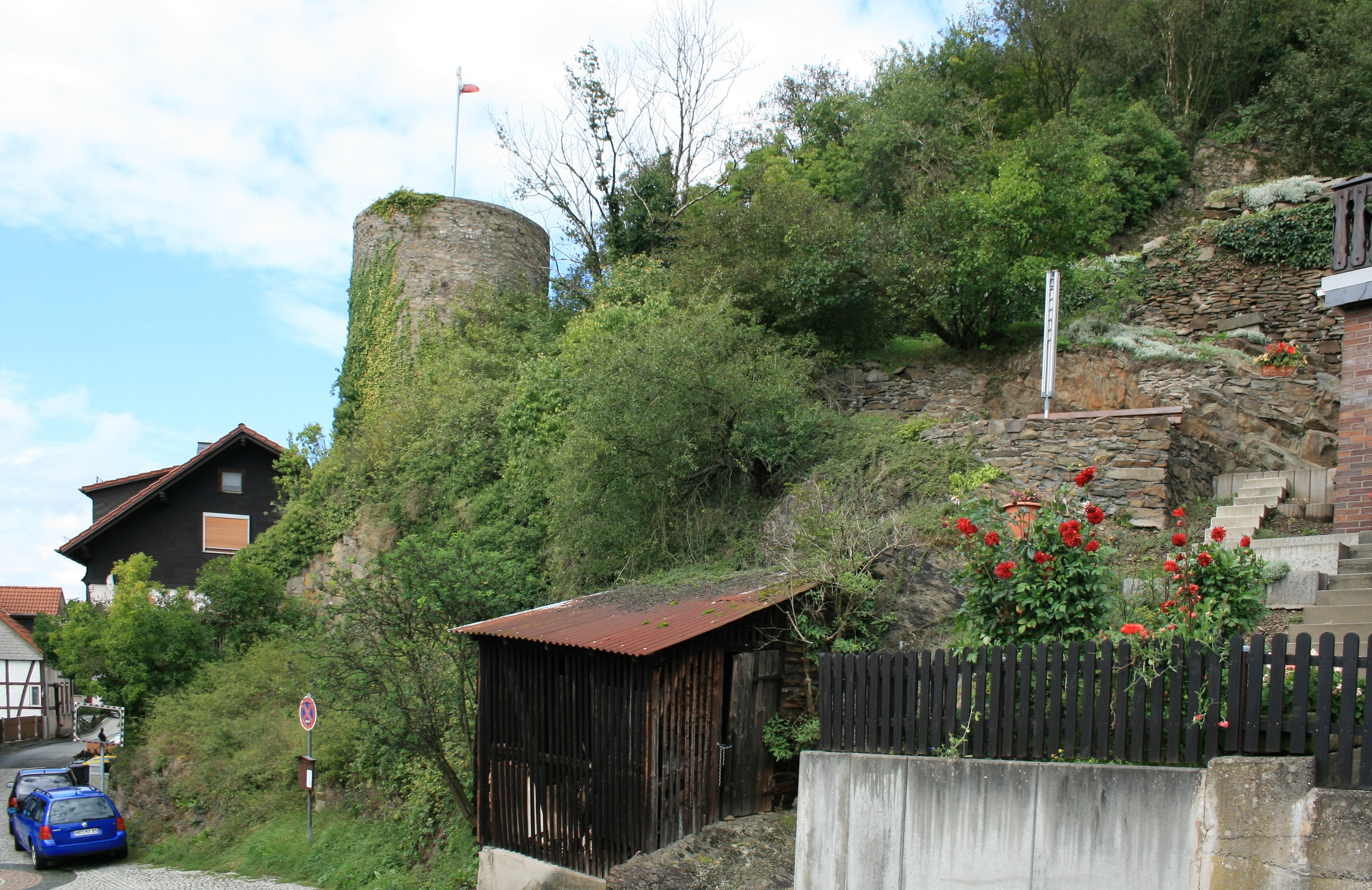
Der zur ehemaligen Stadtbefestigung gehörige Hexenturm am Fuße des Schlossbergs (2011)
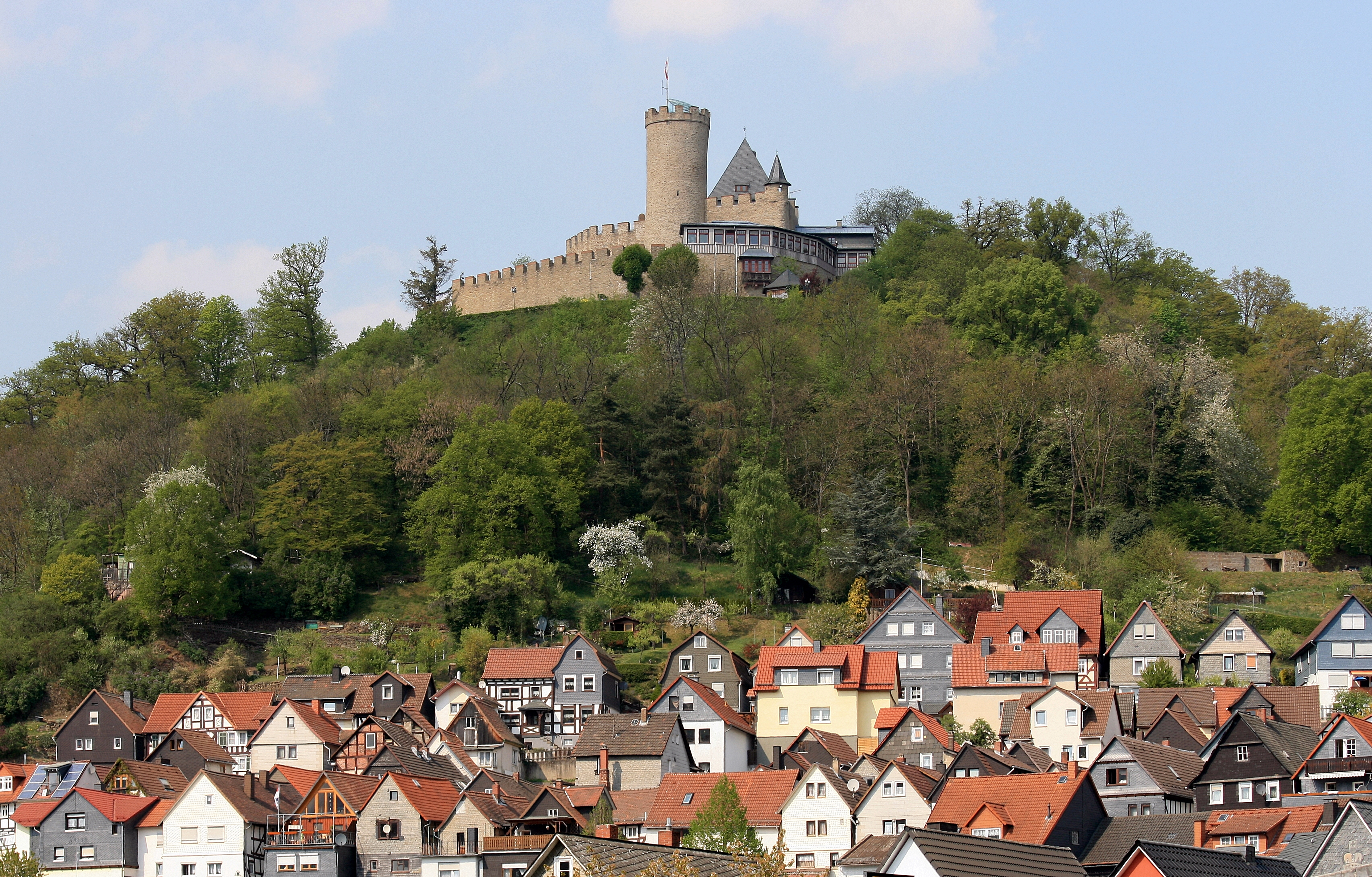
Ansicht von Süden (2011)
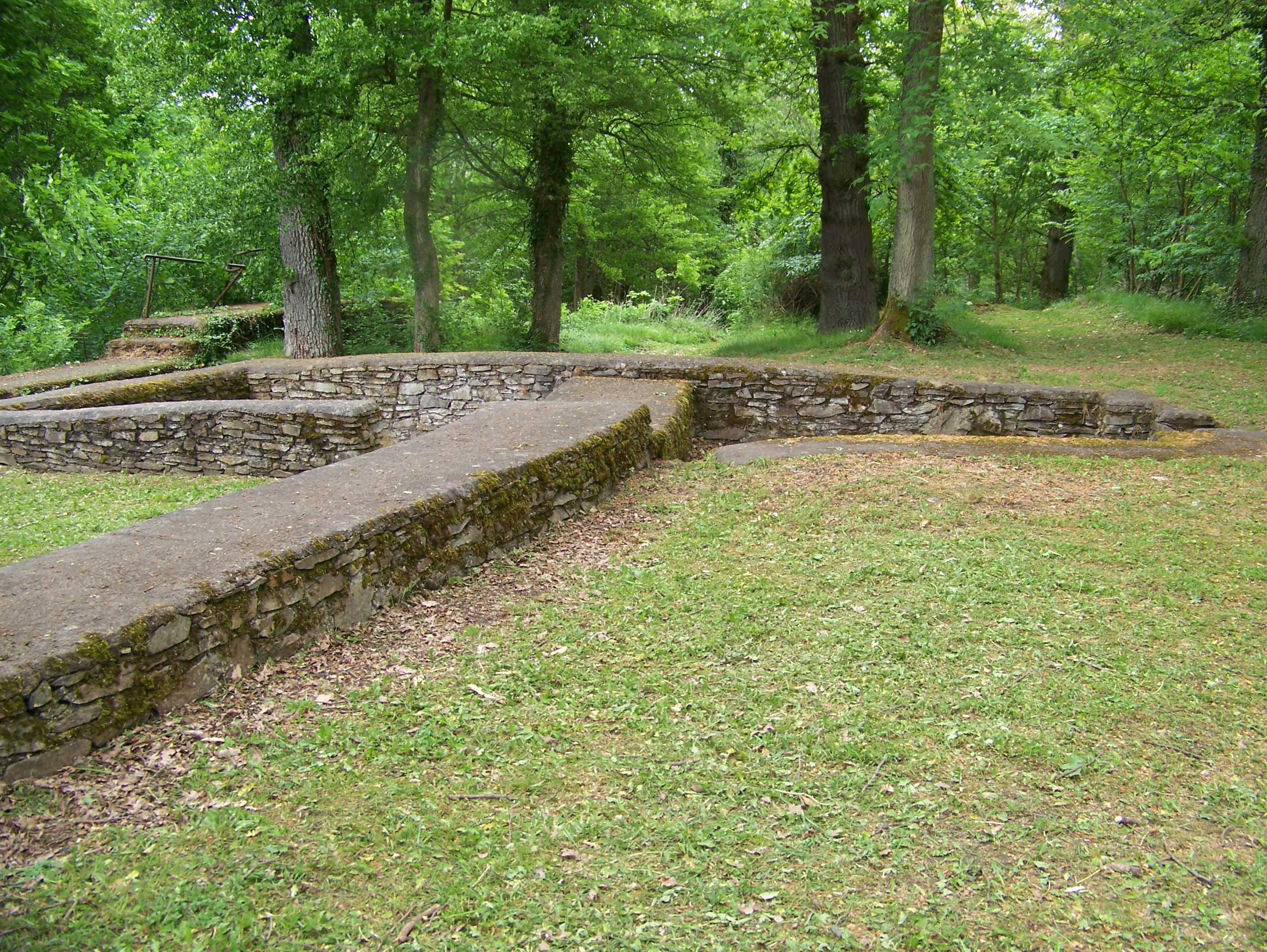
Mauerreste im Ausgrabungsgelände (2007)